# Air Tractor
A Air Tractor Inc. é uma empresa norte-americana de fabricação de aeronaves com sede em Olney, no Texas. A empresa foi criada por Leland Snow em 1978 com o objectivo de fabricar uma nova aeronave para a agricultura, derivada da S-2B (desenhada pela sua anterior empresa, Snow Aeronautical). Designado por Model AT-300 Air Tractor, a nova aeronave fez o seu primeiro voo em 1973. Em 2004, a Air Tractor entregou o seu 2000º aparelho.

## História
Leland Snow começou a desenhar o seu primeiro avião, o S-1, em 1951, terminando dois anos depois. A aeronave foi utilizada para irrigar e pulverizar campos de cultivo no vale de Rio Grande, no Texas, e Nicarágua até 1957. Seguiram-se os modelosS-2A e S-2B, construídas em Olney, em 1958.
Em 1965, Leland Snow vendeu a sua empresa à Rockwell-Standard e foi nomeado vice-presidente da divisão the Aero Commander. Durante este período, o Model S-2R foi desenvolvido e designado por Thrush. Os primeiros 100 aparelhos foram construídos na Olney Division antes de a fábrica encerrar e da sua produção ser tranferida para a Geórgia em 1970.  Foram produzidas mais de 500 aeronaves na Snow Aeronautical Corporation e Rockwell-Standard, em Olney.
Snow reformou-se da Rockwell e dedicou os dois anos seguintes a desenhar o Air Tractor. A sua construção teve início em 1972, com o AT-300, que mais tarde se tornou no AT-301. O primeiro modelo com turbina da Air Tractor, o AT-302, data de 1977.
Dezesseis anos mais tarde, a Air Tractor fabricou a 1100ª aeronave, o que levou a uma expansão da fábrica de Olney. As actuais (2012) aeronaves produzidas pela Air Tractor estão equipadas com motores Pratt & Whitney.

## Aeronaves produzidas

### Agricultura
- Air Tractor AT-300 (1973)
- Air Tractor AT-301: variante com um pistão de maior dimensão;
- Air Tractor AT-302: variante com turboélice;
- Air Tractor AT-400 (1979): alteração do modelo -300, revisto para utilizar turboélice;
- Air Tractor AT-401: variante com maior envergadura;
- Air Tractor AT-402: variante com diferente turboélice;
- Air Tractor AT-501 (1986): alteração do modelo -400 com maior fuselagem e hopper, maior envergadura e lugar adicional para um observador. Utiliza pistão radial;
- Air Tractor AT-502: igual ao -501 mas com um único lugar;
- Air Tractor AT-503: alteração do modelo -501 com turboélice;
- Air Tractor AT-503T: versão de treino do -503, com menor envergadura;
- Air Tractor AT-504: aeronave de treino;
- Air Tractor AT-602 (1995): alteração do modelo -503 maior envergadura;
- Air Tractor AT-802 (1990): alteração do modelo -503 maior envergadura, adaptado ao combate contra incêndios;
- Air Tractor AT-802A

### Combate a incêndios
- Air Tractor AT-802 -F
- Air Tractor AT-802 - Fire Boss: versão anfíbia;

### Vigilância e operações militares
- Air Tractor AT-802U: aeronave de vigilância e operações militares.